# Jurij Woronyj
Jurij Jurijowytsch Woronyj (ukrainisch Юрій Юрійович Вороний, russisch Юрий Юрьевич Вороной Juri Jurjewitsch Woronoi; * 9. Augustjul. / 21. August 1895greg. in Schurawka, Gouvernement Poltawa, Russisches Kaiserreich; † 13. Mai 1961 in Kiew, Ukrainische SSR) war ein ukrainisch-sowjetischer Chirurg. Er führte 1933 die weltweit erste Nierentransplantation durch.

## Leben
Jurij Woronyj kam im Dorf Schurawka am Udaj im heutigen Rajon Warwa der ukrainischen Oblast Tschernihiw als Sohn des Mathematikprofessors der Universität Warschau Georgi Woronoi zur Welt.
Von 1913 an studierte er an der medizinischen Fakultät der St.-Wladimir-Universität in Kiew. 
Während des Ersten Weltkriegs war er beim Roten Kreuz und nach dem Krieg trat er als Medizinstudent freiwillig der Verbandsgruppe der Truppen der Zentralna Rada bei. Am 16. Januar 1918 war er Teilnehmer an der Schlacht bei Kruty. 
Er absolvierte 1921 die Kiewer Medizinischen Institut und machte dort anschließend als Doktorand eine Aspirantur. 1926 wurde er wissenschaftlicher Assistent an der Forschungsabteilung des Charkower Medizinischen Instituts und 1931 Chefarzt in Cherson.
Am 3. April 1933 führte er im Alter von 38 Jahren im 1. sowjetischen Stadtkrankenhaus von Cherson die weltweit erste Nierentransplantation durch. Er war zu diesem Zeitpunkt 38 Jahre alt, besaß noch keinen wissenschaftlichen Rang, jedoch bereits große Erfahrung von experimentellen Nierentransplantationen von Tieren. Der Patient überlebte den Eingriff lediglich zwei Tage.
Ende 1935 wurde er zum Kandidaten der medizinischen Wissenschaften ernannt ohne eine These zu verteidigen, und im November 1936 wurde er Leiter der Abteilung für Chirurgie des Charkower Instituts für Zahnmedizin. Ende 1943 zog er nach Schytomyr und arbeitet dort als Arzt im Krankenhaus. Von Mai 1950 an lebte er in Kiew und arbeitete am Institut für Experimentelle Biologie und Pathologie, Zwischen 1953 und 1961 war er am Kiewer Institut für Hämatologie und Bluttransfusion beschäftigt. Er starb 1961 66-jährig an einer chronischen Koronarerkrankung in Kiew und wurde dort auf dem Baikowe-Friedhof bestattet.